# Мислині
Мисли́ні — село в Україні, у Луцькому районі Волинської області. Входить до складу Горохівської міської громади. Населення становить 270 осіб.

## Географія
Село розташоване на лівому березі річки Липи.

## Історія
У 1906 році село Скобелецької волості Володимир-Волинського повіту Волинської губернії. Відстань від повітового міста 66 верст, від волості 12. Дворів 89, мешканців 853.
12 червня 2020 року, відповідно до розпорядження Кабінету Міністрів України № 708-р «Про визначення адміністративних центрів та затвердження територій територіальних громад Волинської області», село увійшло в склад Горохівської міської громади.
19 липня 2020 року, в результаті адміністративно-територіальної реформи та ліквідації Горохівського району, село увійшло до складу новоутвореного Луцького району.

## Населення
Згідно з переписом УРСР 1989 року чисельність наявного населення села становила 307 осіб, з яких 133 чоловіки та 174 жінки.
За переписом населення України 2001 року в селі мешкало 268 осіб.

### Мова
Розподіл населення за рідною мовою за даними перепису 2001 року:
| Мова       | Відсоток |
| ---------- | -------- |
| українська | 98,15 %  |
| російська  | 1,85 %   |

## Відомі люди
- Бондарчук Михайло-«Дем'ян»  — керівник Луцького окружного проводу ОУН, лицар Срібного хреста заслуги УПА та Бронзового хреста заслуги УПА.